# Boris Mitjagin

Boris Mitjagin (direita) com Plamen Djakov, Instituto de Pesquisas Matemáticas de Oberwolfach, 2010

Boris Samuel Mityagin (Voronej, 12 de agosto de 1937) é um matemático russo-estadunidense.
Mitjagin obteve um doutorado em 1961 na Universidade Estatal de Moscou, orientado por Georgiy Shilov.. Em 1979 foi Professor da Universidade Estadual de Ohio.
Foi palestrante convidado do Congresso Internacional de Matemáticos em Moscou (1966 com Aleksander Pełczyński - Nuclear operators and approximative dimension).  
Recebeu em 1960 o prêmio da Sociedade Matemática de Moscou. É fellow da American Mathematical Society.

## Publicações selecionadas
- Approximate dimension and bases in nuclear spaces, Russian Mathematical Surveys, Volume 16, 1961, p. 59–127
- com A. S. Shvarts: Functors in categories of Banach spaces, Russian Mathematical Surveys, Volume 19, 1964, p. 65–127
- An interpolation theorem for modular spaces, Matematicheskii Sbornik, Volume 108, 1965, p. 473–482
- The homotopy structure of the linear group of a Banach space, Russian Mathematical Surveys, Volume 25, 1970, p. 59–103
- Equivalence of bases in Hilbert spaces, Studia Mathematica, Volume 37, 1971, p. 111
- com G. M. Henkin: Linear problems of complex analysis, Russian Mathematical Surveys, Volume 26,  1971, p. 99–164
- Notes on mathematical economics, Russian Mathematical Surveys, Volume 27, 1972, p. 1–19
- com M. I. Kadets: Complemented subspaces in Banach spaces, Russian Mathematical Surveys, Volume 28, 1973, p. 77–95
- com E. M. Semenov: Lack of interpolation of linear operators in spaces of smooth functions, Mathematics of the USSR-Izvestiya, Volume 11, 1977, p. 1229–1266
- com I. Aharoni, B. Maurey: Uniform embeddings of metric spaces and of Banach spaces into Hilbert spaces, Israel Journal of Mathematics, Volume 52, 1985, p., 251–265
- com Thomas Kappeler: Estimates for periodic and Dirichlet eigenvalues of the Schrödinger operator, SIAM journal on mathematical analysis, Volume 33, 2001, p. 113–152
- Spectral expansions of one-dimensional periodic Dirac operators, Dyn. Partial Diff. Eq., Volume 1, 2004, p. 125–191
- com Plamen Djakov: Instability zones of periodic 1-dimensional Schrödinger and Dirac operators, Russian Mathematical Surveys, Volume 61, 2006, p.  663